# Castro de Roques
O Castro de Roques, também referido como Castro do Santinho e Monte Santinho, é um castro cuja área se distribui pelas freguesias de Vila de Punhe, Vila Franca e Subportela, Deocriste e Portela Susã, no município e no Distrito de Viana do Castelo, em Portugal.
Trata-se de um castro da Idade do Ferro, considerado uma das maiores cividades desse período na Península Ibérica.[carece de fontes?]